# Agnes von Ostfriesland
Gräfin Agnes von Ostfriesland oder Agnes Cirksena (* 1. Januar 1584; † 24. Januar 1616 in Wien) war eine ostfriesische Grafentochter aus dem Hause Cirksena und durch Heirat Mitglied des Hauses Liechtenstein.

## Biografie
Agnes war die zweite Tochter des Grafen Enno III. von Ostfriesland (1563–1625) und dessen erster Gemahlin Walburgis, geborene Gräfin von Rietberg (1555/6–1586). Als ihre ältere Schwester Sabina Catharina und sie in das heiratsfähige Alter kamen, fürchtete ihr Vater, dass das Harlingerland als mütterliches Gut seiner beiden Töchter durch Heirat wieder vom ostfriesischen Grafenhaus getrennt werden könnte. Er schloss daher mit ihnen am 28. Januar 1600 den Berumer Vergleich. Darin traten die beiden Schwestern ihrem Vater die von ihrer Mutter geerbten Herrlichkeiten Esens, Stedesdorf und Wittmund und damit das gesamte Harlingerland ab. Dafür wurde zunächst eine Abfindung in Höhe von 200.000 Reichstalern vereinbart, die später auf 300.000 Reichstaler erhöht wurde. Sabina Catharina erhielt die Grafschaft Rietberg und 35.000 Reichstaler zugesprochen. Agnes wurden die restlichen 165.000 Reichstaler zugestanden.
Am 29. Februar 1604 heiratete sie Gundaker von Liechtenstein in Esens. Aus der Ehe gingen sieben Kinder hervor. Im Januar 1607 konvertierte sie zum katholischen Glauben. Am 24. Januar 1616 verstarb sie in Wien. Ihre letzte Ruhestätte fand sie in der Familiengruft der Pfarrkirche Wilfersdorf.

## Nachkommen
- Juliana (1605–1658) ⚭ 1636 Graf Nikolaus Fugger von Nordendorf (1596–1676)
- Elisabeth (1606–1630), unverheiratet
- Maximiliana (1608–1642) ⚭ 1630 Graf Matthias von Thurn und Valsássina
- Cäsar (1609–1610)
- Johanna (1611–1611)
- Hartmann (1613–1686) ⚭ 1640 Altgräfin Sidonia Elisabeth zu Salm-Reifferscheidt (1623–1688)
- Anna (1615–1654), unverheiratet

## Exspektanzen des Hauses Liechtenstein
Bereits wenige Jahre nach ihrer Vermählung missfiel Agnes der Berumer Vertrag, durch den sie sich übervorteilt fühlte. 1608 strengte sie beim Reichshofrat einen Prozess gegen ihren Vater an. 1615 entband sie der Apostolische Nuntius am Kaiserhof von dem Eid, den sie zur Bekräftigung des Berumer Vertrags geleistet hatte. Nachdem Agnes 1616 verstorben war und Kaiser Matthias ihrem Witwer die Bitte gewährt hatte, den damals noch minderjährigen Kindern zwei Kuratoren für die Prozessführung zur Seite zu stellen, folgten mehrjährige Verhandlungen. Schließlich sandte Graf Enno III. seinen Kanzler Dothias Wiarda nach Wien, der 1622 mit den beiden Kuratoren und dem Witwer einen Vertrag abschloss. Darin wurde der Vergleich von 1600 bestätigt, jedoch dem Haus Liechtenstein weitere 135.000 Taler in dreijährigen Terminen in Aussicht gestellt. Graf Enno brachte im selben Jahr die erste Rate der vereinbarten Summe zusammen, ließ sie in Fässer packen und in einem Gewölbe des Esenser Schlosses verwahren. Die Reichstaler wurden jedoch von der Armee des Heerführers Mansfeld, die im November 1622 in Ostfriesland einfiel, beschlagnahmt. Trotz seiner zerrütteten Finanzen vermochte Graf Enno bis zu seinem Tod 1625 50.000 Reichstaler und die fälligen Zinsen zu bezahlen. Seine Nachfolger, die Grafen Rudolf Christian und Ulrich II., konnten bzw. wollten in den folgenden Jahren aufgrund des Zustands ihrer Finanzen, der schwierigen wirtschaftlichen Lage ihres Landes und weiterer schwebender Prozesse bestenfalls die fälligen Zinsen aufbringen. Auch die vom Reichshofrat zu Gunsten der Kinder und des Witwers von Agnes ergangenen Urteile während des Dreißigjährigen Krieges vermochte das ostfriesische Grafenhaus unter Berufung auf eine einschlägige Passage des Westfälischen Friedens anzufechten. Nachdem der Reichshofrat 1663 die Revision als unstatthaft erklärt, die vorigen Urteilssprüche bestätigt und der Bischof von Münster von Kaiser Ferdinand III. die Anordnung zur Zwangsvollstreckung erhalten hatte, sah sich Fürst Georg Christian von Ostfriesland gezwungen, mit Agnes' Sohn Fürst Hartmann von Liechtenstein einen Vergleich einzugehen. Christian Georg war jedoch aus verschiedenen Gründen nicht in der Lage die Schulden zu begleichen. Erst durch Vermittlung Herzogs Eberhard III. von Württemberg kam 1665 ein neuer Vergleich zustande, in dem sich Georg Christian verpflichtete insgesamt 485.000 Reichstaler zu bezahlen. Bis 1743 wurden die Schulden mit Ausnahme der aus dem Berumer Vergleich herrührenden 165.000 Reichstaler mit allen fällig gewordenen Zinsen durch das Haus Cirksena beglichen. 1744 fiel Ostfriesland durch Erbfall an Friedrich den Großen. Die liechtensteinischen Ansprüche der Enkel und Urenkel von Agnes auf die Begleichung der noch offenen Restschuld konnte gegen die Macht Preußens nicht mehr durchgesetzt werden.
Eine weitere liechtensteinische Exspektanz betraf die Grafschaft Rietberg. Agnes' Nachkommen machten bereits einige Tage nach dem Tod des Grafen Franz Adolph Wilhelm von Ostfriesland und Rietberg, mit dem die rietbergische Linie des Hauses Cirksena im Mannesstamm erloschen war, Ansprüche auf die Grafschaft geltend. Es gelang ihnen jedoch nicht, diese beim Lehenshof in Kassel durchzusetzen. Auch der 1693 beim Reichshofrat angestrengte Prozess ging 1726 endgültig verloren. Die Grafschaft fiel an das Haus Kaunitz. Durch die Beschlüsse des Wiener Kongresses blieben dem Fürsten Aloys von Kaunitz-Rietberg nur seine Rechte als Eigentumsherr. Als er in der Folge daranging, seine westfälischen Domänen zu verpachten und zu verkaufen, meldete Fürst Johann I. von und zu Liechtenstein seine behaupteten Rechte auf die kaunitz-rietbergischen Besitzungen in Westfalen an. In letzter Instanz wurden die liechtensteinischen Ansprüche 1834 vom preußischen Ministerium für auswärtige Angelegenheiten als unbegründet abgewiesen.

## Trivia
Durch ihre Ehe mit Gundaker von Liechtenstein ist der Cirksena-Adler bis heute in umgekehrter Farbgebung – in Gold ein gekrönter, gold-bewehrter Jungfrauenadler mit silbernem Kopf – in Feld 4 des liechtensteinischen Staatswappens zu finden. Zudem tragen alle Mitglieder des Fürstlichen Hauses von Liechtenstein gemäß Hausgesetz den Titel Graf bzw. Gräfin zu Rietberg.